# علي حمام (سياسي)
علي حمام (مواليد 13 مارس 1957)، سياسي جزائري، شغل منصب وزير الموارد المائية بحكومة بدوي.

## الوظائف التي تقلدها
تقلد عدة وظائف منها:
- مدير للري بولاية بسكرة (1999–2003).
- مدير للري بولاية عنابة (2003–2010).
- مدير للري بولاية سطيف (2010–2011).
- مدير للموارد المائية بولاية قسنطينة (2011–2017).
- مدير للموارد المائية بولاية بجاية (2017–2019).